# David Ferdinand Howaldt

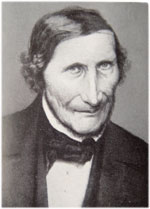
David Ferdinand Howaldt (1772–1850)

David Ferdinand Howaldt (* 8. November 1772 in Breslau/Schlesien, heute Polen; † 5. November 1850 in Kiel) war ein Braunschweiger Goldschmied.

## Leben
David Ferdinand Howaldt kam wohl über die Wanderschaft von Breslau spätestens 1798 nach Braunschweig und ist dort für die Zeit von 1799 bis 1841 nachweisbar. Sein Meisterstück als Goldschmied ist in Braunschweig für den 12. Januar 1799 verzeichnet.
Am 17. Oktober 1799 heiratet der junge Goldschmiedemeister die fünf Jahre ältere Dorothea Zwicker, Tochter eines örtlichen Brauers und Polizei-Assessors. Aus der Ehe gehen fünf Kinder hervor. Das älteste, die einzige Tochter, Elisabeth bleibt unvermählt in Braunschweig. Der folgende Sohn Georg Ferdinand begründet dort später den Braunschweiger Zweig der Künstlerfamilie Howaldt. Drei Generationen lang werden in Braunschweig von der Bildgießerei Howaldt & Sohn Denkmäler und Plastiken gegossen oder solche höchst kunstvoll aus Kupferblech getrieben. Das bedeutete zur Blüte der Denkmalkunst im wilhelminischen Deutschen Reich schon 1888 einen Eintrag in Meyers Lexikon.
Der mittlere Sohn Hermann (1804–1856) wird später Goldschmied wie sein Vater und geht nach Augsburg. Seine Ehe bleibt kinderlos. Das vierte Kind, ein Junge, überlebt das erste Jahr nicht. Der letzte Sohn, August Ferdinand, geht später als „praktischer mechanikus“ nach Kiel und begründet die Firma Schweffel & Howaldt und den Kieler Zweig der Familie mit seinen drei Söhnen, den Werftgründern (Howaldtswerke AG, heute: HDW).
David Ferdinand Howaldt bildet insgesamt drei Lehrjungen aus, wovon der erste entlief. Die beiden anderen sind seine Söhne Georg Ferdinand (Ostern 1816–1821) und Hermann Heinrich (Ostern 1819–1824).
Nach dem Tode seiner Frau Dorothea am 30. Juni 1823 und der Aufgabe seiner Tätigkeit als Goldschmied (nach 1841) zog er zu seinem Sohn August Ferdinand nach Kiel, wo er am 5. November 1850 verstarb.

## Werke

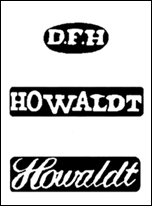
Meistermarken von David Ferdinand Howaldt

Wie alle Goldschmiede benutzte auch David Ferdinand Howaldt die in der streng regulierten Gilde vorgeschriebenen Meisterstempel, um seine Arbeiten zu kennzeichnen. Diese sind nebenstehend, soweit bekannt, wiedergegeben.
Aus der Familie selbst sind keine Werkstücke seiner Arbeiten bekannt. Aber in der Literatur findet sich der Hinweis auf „eine DFH bezeichnete Ziervase aus Privatbesitz mit Pansköpfen an beiden Henkeln“. Diese damals im Eigentum einer Frau v. Pawel stehende Zuckerdose wurde „auf der Ausstellung alter Goldschmiedekunst im Herzoglichen Museum Braunschweig 1906 gezeigt“ und auf S. 14 des Katalogs abgebildet. Sie findet sich 1996 erneut, der Vermutung nach ihres Deckels verlustig gegangen, mit Abbildung im Standardwerk „Braunschweiger Goldschmiede“ von Gerd Spies. Daneben verfügen die Braunschweiger Museen über etliche Suppenkellen, Besteckteile und einen Becher aus der Werkstatt David Ferdinands.